# Andino GTA
 Andino GTA – samochód, który powstał pod koniec lat sześćdziesiątych w Buenos Aires w Argentynie w fabryce Andino. Było to auto usportowione, stylizowane na autach europejskich oraz amerykańskich. W pierwszej serii produkowanych samochodów instalowano silnik Ventoux 670-5 z Renault Gordini, małą jednostkę o pojemności 845 cm³. Dopiero od 1976 roku pojazdy drugiej serii wyposażone były w silnik Renault M 1400 montowany w Renault 12 o pojemności 1397 cm³. Pozwalał on na rozwinięcie prędkości maksymalnej równej 180 km/h.